# Tullia Socin

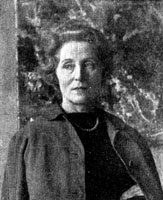
Tullia Socin

Tullia Socin (* 7. Januar 1907 in Bozen; † 20. Januar 1995 ebenda) war eine italienische Malerin.

## Leben
Die Familie von Tullia Socin war seit 1870 in Bozen ansässig. Ihr Großvater war der Musikinstrumenten-Fabrikant Fidel Socin, der im Jahr 1871 die Firma "Fidel Socin" für Ziehharmonika und Musikinstrumente in Bozen gründete. Er starb am 5. Februar 1917 im Alter von 77 Jahren in Bozen, dort wurde er auch bestattet.
Nach der Grundschule des örtlichen Marieninternats besuchte Tullia 1919 das Erziehungsheim Notre Dame de Sion in Trient. 1924 erlangte sie an der Universität Grenoble das Diplom für französische Sprache und Literatur. Anschließend studierte sie von 1925 bis 1932 an der Akademie der bildenden Künste in Venedig bei Virgilio Guidi.
Nachdem sie akademische Malerin geworden war, bildete sie sich dennoch auf diesem Sektor weiter (Paris 1933, Rom 1934). Sie nahm an mehreren Wettbewerben und Ausstellungen teil und gewann die 1. Preise bei den faschistischen Gewerkschafts-Biennalen von Bozen und Trient 1932, 1937 und 1939. Bei ihren Aufenthalten in Bozen suchte sie den Kontakt zu den dortigen Künstlern Hans Piffrader und Ignaz Gabloner. Mit Ausbruch des Zweiten Weltkrieges zog sie sich nach Kastelruth und ins Nonstal zurück.
1943 heiratete Tullia Socin den Bildhauer Enrico Carmassi, mit dem sie von 1946 bis 1974 in Turin lebte. Sie hatte in dieser Zeit mehrere Ausstellungen, u. a. in La Spezia, Ivrea, Turin, St. Vincent, München, Wien und 1965 im Kapitelsaal der Dominikanerkirche in Bozen. Nach dem Tod ihres Mannes 1975 kehrte sie nach Bozen zurück.

## Werk
Die Schwester der Künstlerin, Maria Pia Socin, sammelte eine große Zahl von Werken von Tullia Socin und von Enrico Carmassi, und legte Bestandslisten an. Nach deren Tod 2009 wurde dieser Nachlass in eine Stiftung überführt, aus deren Beständen ab 2011 ein Raum im Stadtmuseum Bozen zu Ausstellungszwecken zur Verfügung steht. An der wissenschaftlichen Katalogisierung der Bestände der Stiftung wird gegenwärtig gearbeitet.
Die Gemälde Socins aus den 1930er-Jahren sind gegenständlich, wobei Figurenbilder und Porträts dominieren. In der Zeit des Faschismus entstanden auch mehrere zeitbedingte Bilder, wie Jugend der Zeit Mussolinis, Der verwundete Legionär (1937), Junge Italienerinnen (1937) oder Die Erinnerungsmedaille (1939), wobei Socin, etwa beim Legionär, die faschistische Motivik nach 1945 übermalte. Nach dem Krieg fand sie auch, ausgehend vom Postkubismus, zu freieren, abstrakten Darstellungen.